# Eurythmie

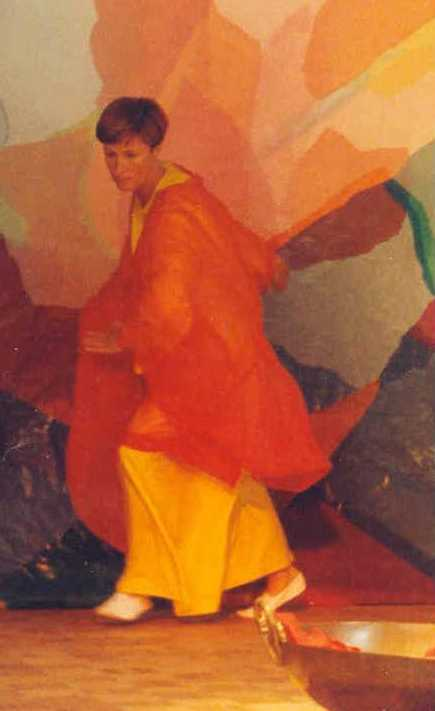
Eurythmistin während einer Aufführung

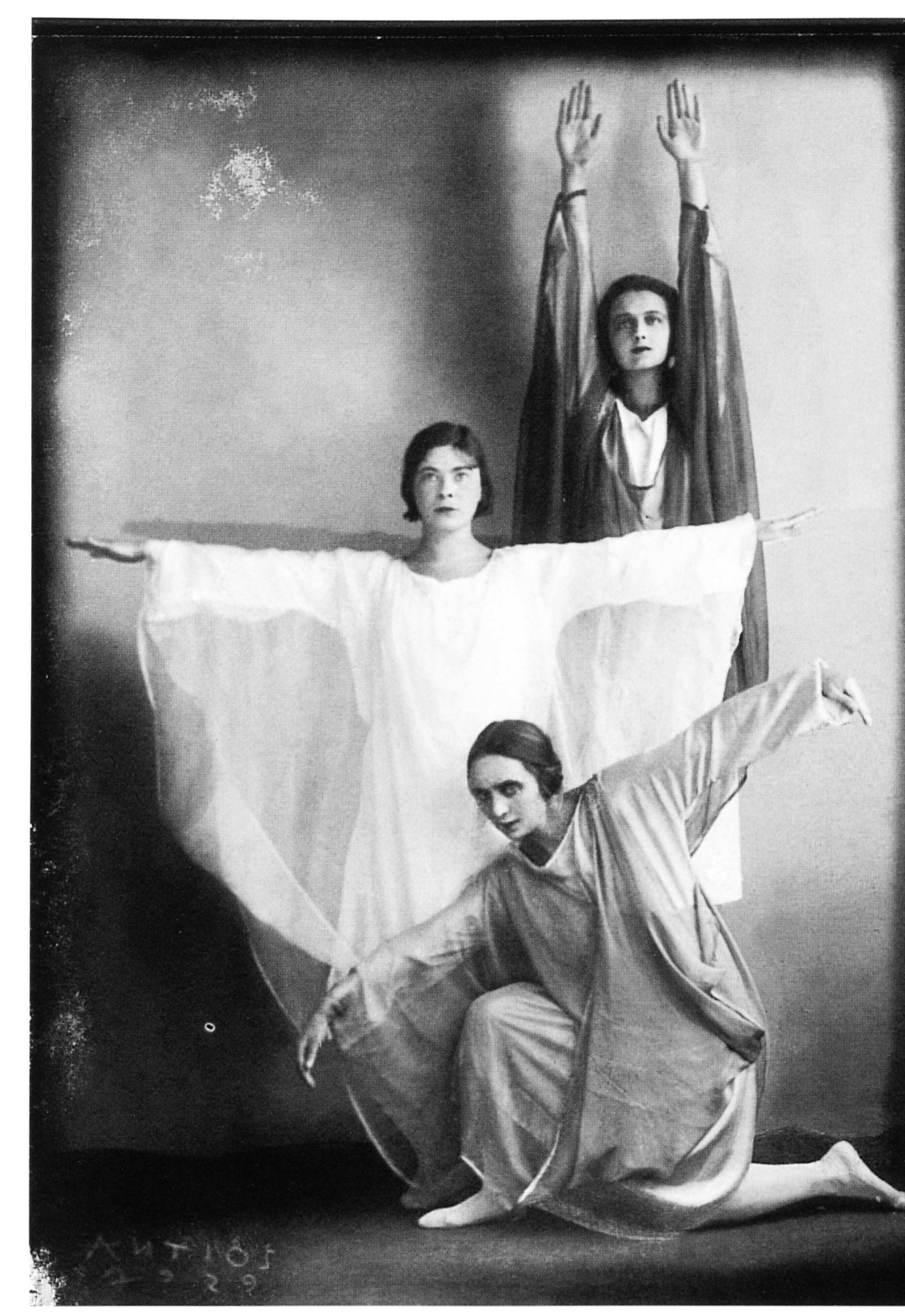
Anton Josef Trčka: Eurythmische Tänzerinnen (1926)

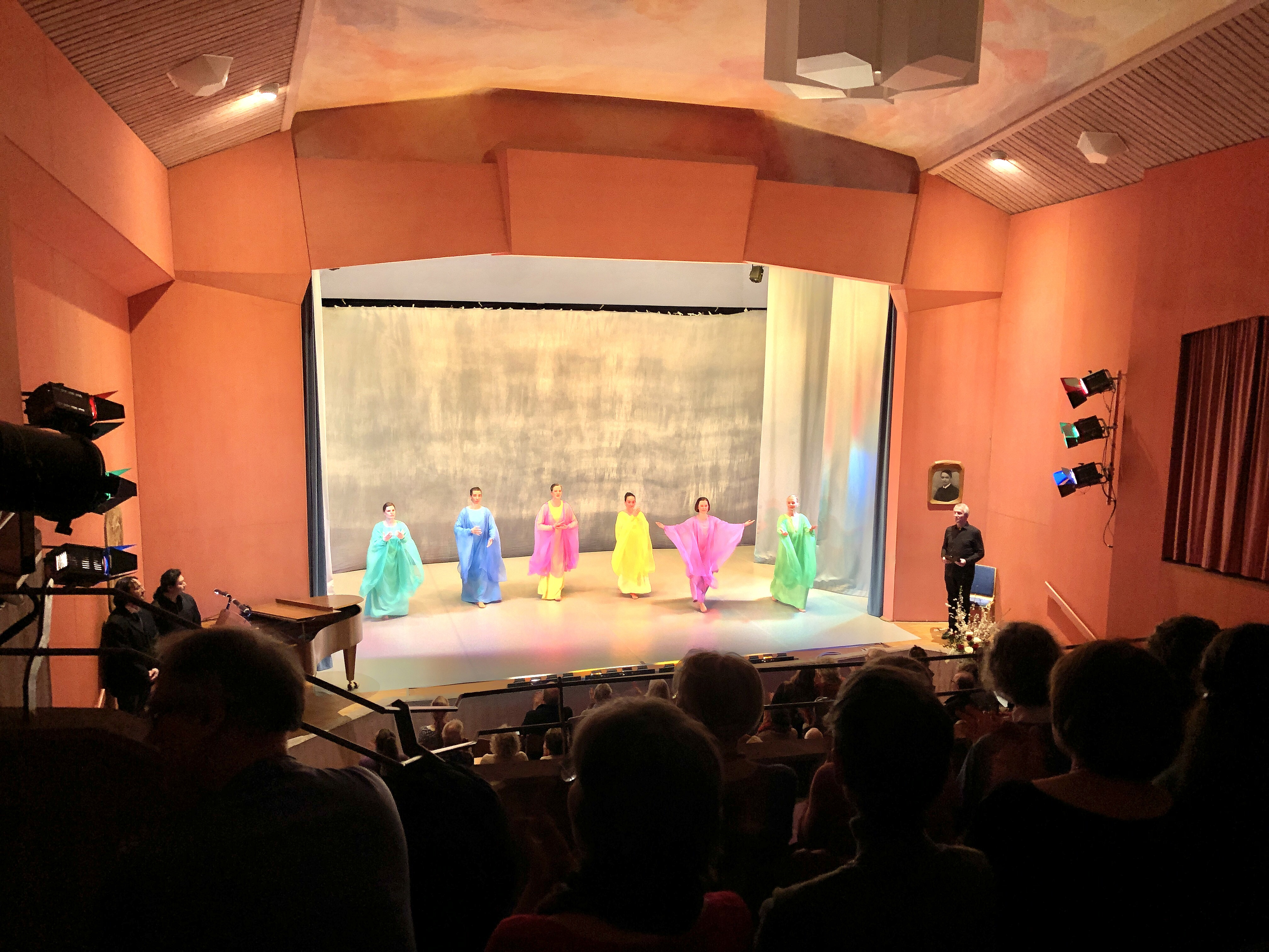
Eurythmie-Premiere „Für Rudolf Steiner“ anlässlich seines 100. Todestages

Die Eurythmie ist eine anthroposophische Bewegungskunst, die als eigenständige Darstellende Kunst und als Teil von Bühneninszenierungen betrieben wird. Die Heileurythmie entstand im Rahmen der anthroposophischen Medizin als eine eigenständige Form.
Im frühen 20. Jahrhundert wurde die Eurythmie durch Rudolf Steiner in Verbindung mit Marie von Sivers entwickelt. Unter von Sivers’ Führung entwickelte sie sich in drei Richtungen: als Bühnenkunst, als integraler Bestandteil der Waldorfpädagogik und später unter Mitarbeit von Ita Wegman als therapeutische Methode. Es entstanden eine Vielzahl von einfachen bis komplexen Eurythmieformen zu Gedichten und Tonstücken, die heute auch als Choreografien bezeichnet werden, deren Verständnis und Beherrschung ein Ziel der Eurythmieausbildung ist.

## Etymologie
Eurythmie (altgr. εὖ eu „gut“, „richtig“ und ῥυθμὀς rhythmós „Rhythmus“, εὐρυθμία „richtiges Verhältnis, Ebenmaß, Wohlklang“) kann mit „Gleich- und Ebenmaß in der Bewegung“ oder „schöne Bewegung“ übersetzt werden. Der Name für diese anthroposophische Bewegungskunst wurde ab Ende 1912 von Marie von Sivers geprägt.

## Entwicklung der Eurythmie
Die ersten Indizien für eine Beschäftigung Steiners mit Bewegungskunst gehen auf das Jahr 1908 zurück. In dieser Zeit hielt er Vorträge über das Evangelium nach Johannes. Im Rahmen eines Vortrages fragte Rudolf Steiner die Malerin und Schriftstellerin Margarita Woloschin nach der Möglichkeit einer tänzerischen Umsetzung der betreffenden Schriftteile. Woloschins Antwort war „Ich glaube, man könnte alles tanzen, was man fühlt“. Sie selbst ergriff aber nicht weiter die Initiative. So dauerte es weitere Jahre, bis Rudolf Steiner mit seinen ersten Unterrichtsanweisungen die Eurythmie tatsächlich aus der Taufe hob. Laut dem Historiker Ulrich Linse übertrug Steiner Elemente des Ausdruckstanzes seiner Zeit auf pädagogische und therapeutische Zwecke.

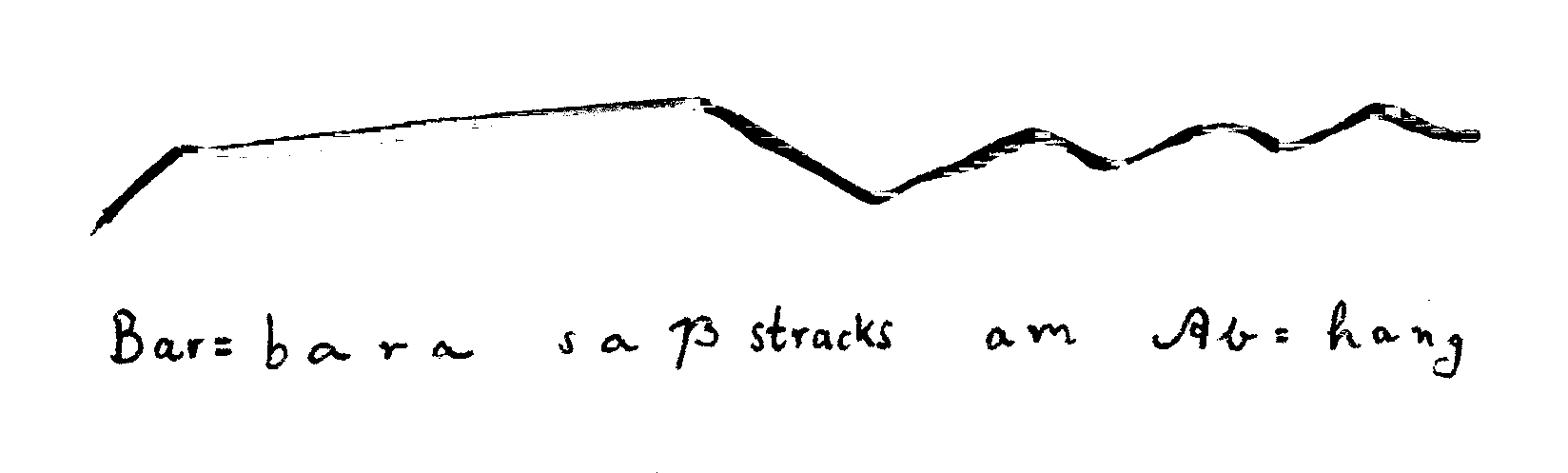
Beispielsatz zum Tanzen von Rudolf Steiner für Lory Maier-Smits. Bar-: Ruck nach oben; -bara saß: gedehnte Laute; stracks: Ruck nach unten; am Abhang: wellenförmige Bewegungen (nach Steiner/Smits/Beltle/Vierl)

Die Eurythmie als Bewegungskunst bildete sich allmählich bei den Münchner Inszenierungen von Steiners Vier Mysteriendramen von 1910 bis 1913 unter besonderer Mitwirkung seiner Mitarbeiterinnen Mieta Waller und Marie von Sivers heraus. Die erste Schülerin war 1911 Lory Maier-Smits, die Tochter der Anthroposophin Clara Smits. Steiner trug ihr u. a. auf, vorwärts und rückwärts Alliterationen zu schreiten und dabei auf die alliterierenden Taktteile einen kräftigen Schritt zu tun und auf die Taktteile ohne alliterierenden Konsonanten gefällig den Arm zu bewegen. Maier-Smits hat später Steiners Anweisungen dokumentiert und als Lehrerin weitergegeben. Am 24. September 1912 schlug Marie von Sivers „Eurythmie“ als den heute gebräuchlichen Namen vor. Nach dem Bau des Goetheanums im schweizerischen Dornach wurde dieses die Hauptbühne für Eurythmieaufführungen, etwa mit Tatjana Kisseleff.
Die ersten Eurythmieschulen wurden 1924 in Dornach und in Stuttgart begründet.

## Ausbildung
Die Eurythmie ist ein reguläres Unterrichtsfach an Waldorfschulen. Sie wird von der ersten bis zur zwölften Klasse unterrichtet. Bereits im Waldorfkindergarten wird Eurythmie spielerisch mit den Kindern geübt.
Eurythmie wird an verschiedenen Eurythmie- und Kunstschulen in mehrjährigen Berufsausbildungen und Hochschulstudiengängen gelehrt; für pädagogische Eurythmie, Heileurythmie und Sozialeurythmie gibt es ergänzende Berufsausbildungen. Von professionellen Eurythmisten werden, zusätzlich zu den eurythmischen Fähigkeiten, im Allgemeinen Grundkenntnisse in Poetik und Lyrik, Rezitation („Sprachgestaltung“ genannt), Anatomie, Musiktheorie, Farbenlehre, Choreografie, Bühnenbeleuchtung und der Anthroposophie erwartet. Für Eurythmielehrer und Heileurythmisten kommen hierzu noch pädagogische und medizinische Kenntnisse mit Schwerpunkt in der Waldorfpädagogik bzw. anthroposophischen Medizin. Seit 2007 bietet das Institut für Eurythmietherapie an der Alanus Hochschule, innerhalb des Fachbereiches Eurythmie, den Masterstudiengang Eurythmietherapie an.

## Ziel und Inhalt der Eurythmie
Eurythmie versteht sich als Kunst, in Sprache und Musik wirksame Gesetzmäßigkeiten und Beziehungen durch menschliche Bewegung sichtbar zu machen. Hierzu werden verschiedene Gestaltungsmittel wie Gesten, Farben und Raumformen eingesetzt.
Die Eurythmie soll seelische und geistige Inhalte durch Körperbewegungen und Gesten (Sinn-, Laut-, Satz-, Ton- und Motivgebärden) darstellen. Dazu werden Texte und Musik mit Hilfe einer breiten Palette an interpretatorischen Möglichkeiten in Bewegungen umgesetzt. Die Möglichkeit des Ausdrucks auch von Sprache und Lauten unterscheidet Eurythmie dabei von vielen anderen rhythmischen Darstellungsformen. Der eurythmische Künstler ist angehalten ständig weitere Gebärden zu finden. In der Eurythmie besteht ein großer Teil der Inszenierungen aus dieser sogenannten Sprach- bzw. Lauteurythmie.

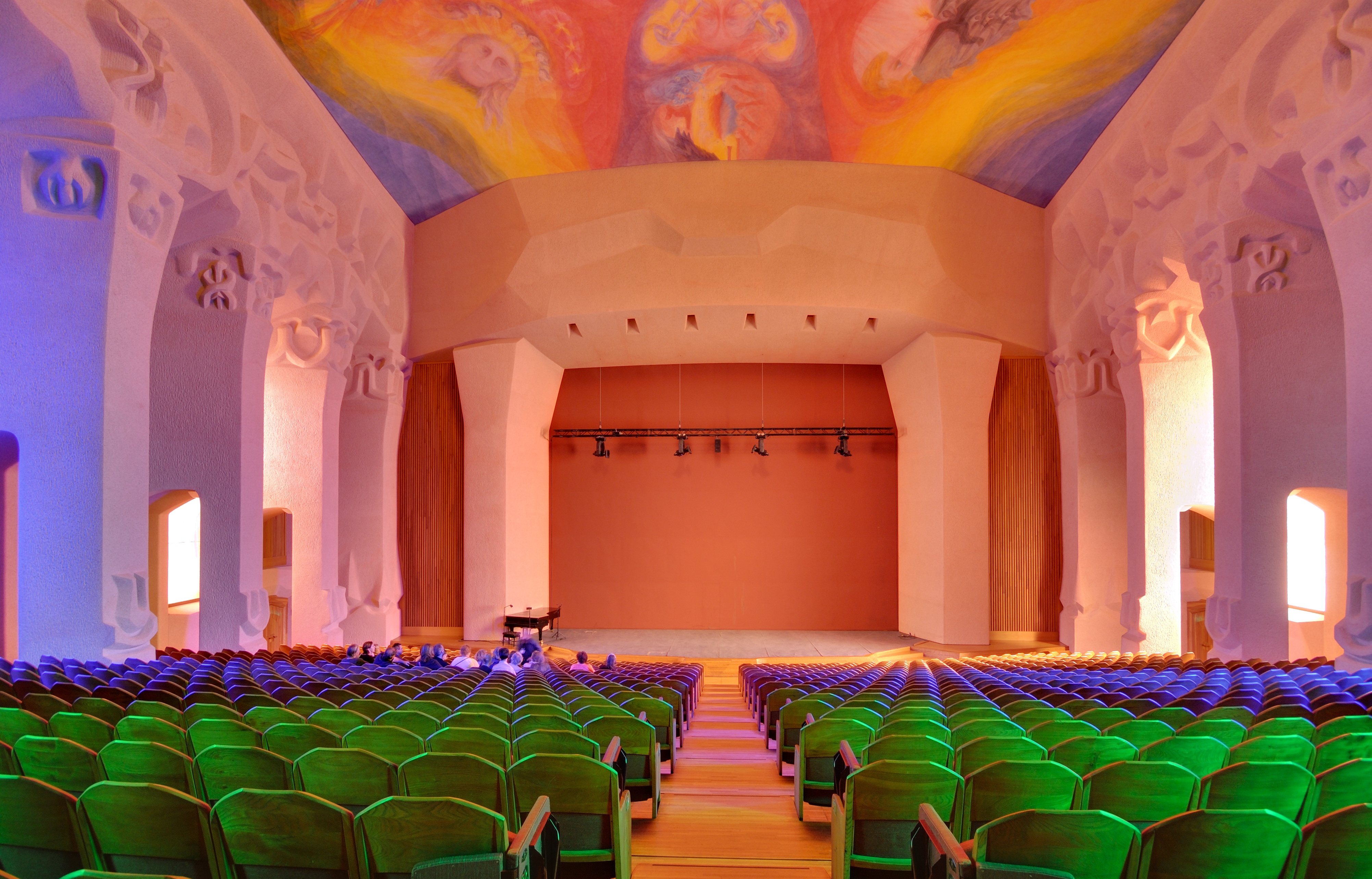
Das Goetheanum: Ort zahlreicher Eurythmie-Aufführungen

In der Interpretation von musikalischen Werken ist das Grundgerüst des Takts oft nur ein Teilaspekt. Hinzu kommen Tonart, Stilrichtung sowie emotionaler und geistiger Gestus. Im Gegensatz zum klassischen Ballett – oder auch moderneren Tanzformen – verwendet die Eurythmie keine festgelegten Posen oder abstrakte Bewegungsabläufe.
In Eurythmie-Aufführungen werden dramatische, epische und lyrische, aber auch humoristische Werke der Sprach- und Musikdichtung aller Epochen als „beseelte sichtbare Sprache“ und „sichtbarer Gesang“ zur Darstellung gebracht. Dies geschieht sowohl in choreographischen Gruppeninszenierungen, wie in solistischer Form. Eine bekannte Bühneninszenierung, in der die Eurythmie Verwendung findet, ist die Aufführung der ungekürzten Fassung von Goethes Faust I und II am Goetheanum in Dornach.
Die Heileurythmie wird von einigen deutschen Krankenkassen als Behandlungsverfahren der anthroposophischen Medizin anerkannt.
Seit den 1980er Jahren wurde die anfangs unter dem Begriff Betriebseurythmie bekannt gewordene und dort auch angewendete Eurythmie in sozialen Arbeitsfeldern zur  Sozialeurythmie weiterentwickelt. Die  Sozialeurythmie soll dem Ausgleich einseitiger Bewegungsabläufe sowie der Weckung von Kreativität dienen.

## Choreografie und Ausführung
Jede eurythmische Aufführung verwendet eine Choreografie, die in der Eurythmie oft als „Form“ bezeichnet wird. Durch die Form erscheint das musikalische oder sprachliche Kunstwerk im Raum. Kommentare wie Taktangaben bei der Toneurythmie oder Textzeilen bei der Lauteurythmie verdeutlichen den Bezug der Form zum interpretierten Kunstwerk. Auf Formen finden sich oft auch Kostümangaben, Vorgaben zu Requisiten, Schleiern und Gewandfarbe und zur Farbe der im Verlauf der Interpretation wechselnden Bühnenbeleuchtung.
Bei der Entwicklung der Form steht das Kunstwerk und seine Interpretation im Mittelpunkt. Es wird versucht, die innere Dynamik der Vorlage durch Bewegungen im Raum abzubilden. So ist es im Bereich der Toneurythmie beispielsweise möglich, höhere oder lautere Töne durch die Bewegung nach vorne und tiefere oder leisere Töne durch Gang nach hinten zu betonen. Änderungen im Rhythmus der Musik werden durch schnellere oder langsamere Schritte dargestellt. Zumeist besteht die Gesamtdarstellung eines Kunstwerks aus mehreren Formen, in denen sich auch Wiederholungen und Variationen des Kunstwerks widerspiegeln. Auch können verschiedene Eurythmisten oder Gruppen zur gleichen Zeit unterschiedliche Formen laufen. Die verschiedenen Stimmen eines Musikstückes werden etwa häufig von unterschiedlichen Gruppen dargestellt. Im Bereich der Lauteurythmie ist vorwiegend eine strophen- oder versweise Variation der einzelnen Gruppen und Formen anzutreffen.

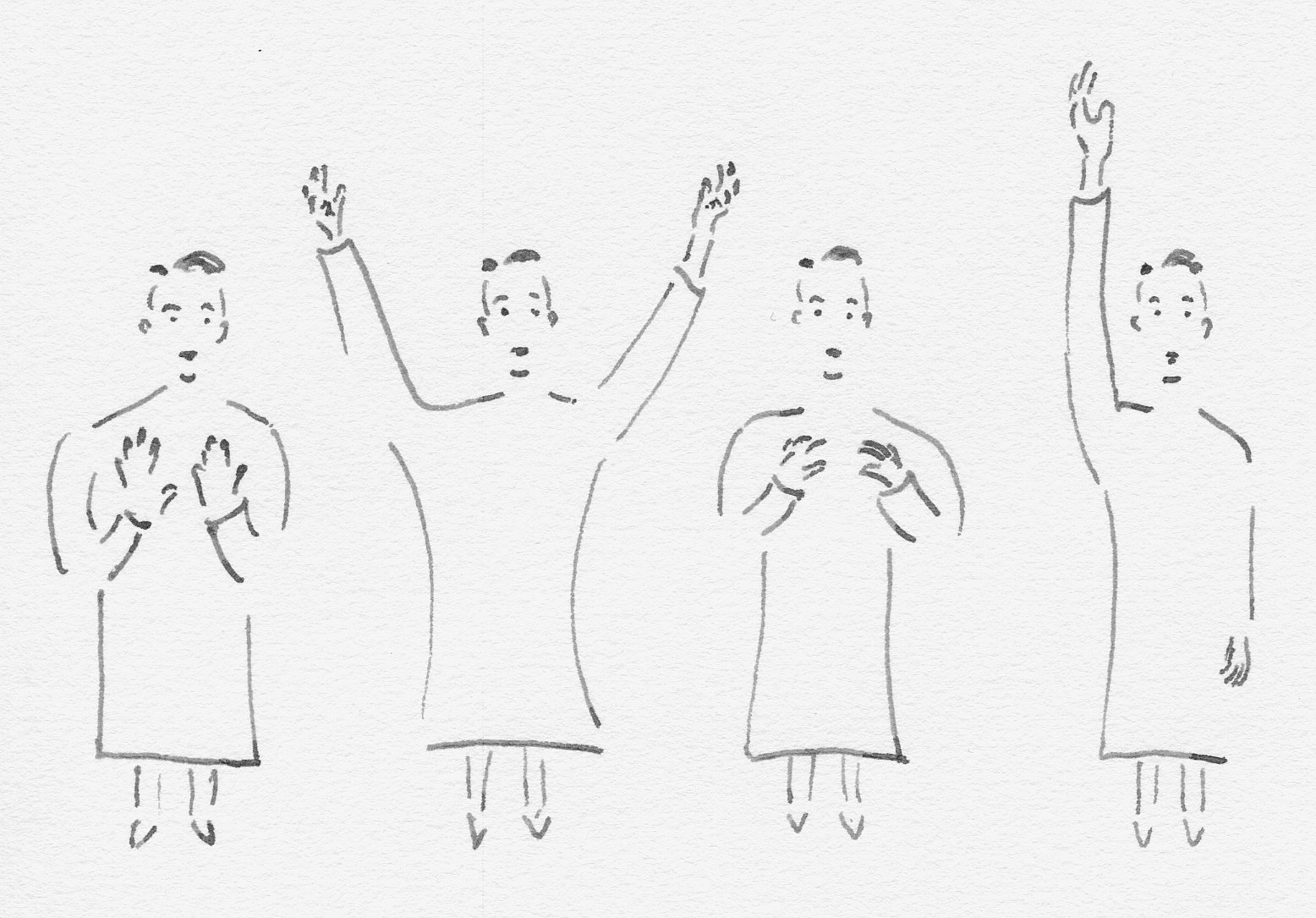
„Marie“ in eurythmischen Lauten

Neben der Form gelten die Gebärden als zweite Grundlage der eurythmischen Darstellung. Die elementarsten Gebärden sind Bewegungen des eigenen Körpers in den sechs Raumrichtungen, also Aufrichten, Zusammenziehen und Beugen des Körpers. Diese Bewegungen werden überlagert von Bewegungen der Arme. Für diese gibt es eine Reihe von Hauptgebärden für Töne, Intervalle und Laute, die jedoch in ihrer Größe und Ausrichtung im Raum, in ihrer Reihenfolge und in der Verknüpfung untereinander vielfältig variiert werden können, sodass sich zusammen mit der Form eine Vielzahl von Bewegungskombinationen ergibt, die dem Künstler Freiraum zur Interpretation gewähren. Einige Formen schränken den interpretativen Spielraum jedoch stärker ein. Die oft so genannten „Apollinischen Formen“ etwa richten sich streng nach der Grammatik und dem Sinnzusammenhang der Sprache. Für jede Art von Satzkomponente, Wortart sind jeweils bestimmte Bewegungen vorgegeben. So werden in der apollinischen Methode etwa Satzkomponenten, die etwas „Geistig-Wesenhaftes“ bezeichnen, in der Choreografie mit einem zum Publikum geöffneten Bogen gelaufen. Da die Natur der Apollinischen Formen in einer starken Formalisierung liegt, lassen sich diese Choreographien begrenzt nach Regeln konstruieren. Apollinische Sinngesten richten sich wie die Apollinischen Formen nach der Grammatik und dem Sinnzusammenhang der Sprache und finden im gleichen Zusammenhang Verwendung. Bindewörter werden etwa mit einem Kopfnicken ausgedrückt.

## Heileurythmie / Eurythmietherapie
Seit 1921 entwickelten Rudolf Steiner und Marie von Sivers unter Mitarbeit von Ita Wegman aus den Bewegungsformen der künstlerischen Eurythmie die Heileurythmie als Therapieform der anthroposophischen Medizin.
In der Heileurythmie wird eine Erkrankung als Störung der leiblichen, seelischen und geistig-individuellen Ebenen des Menschen betrachtet. Gezielte Bewegungsübungen sollen die gestört geglaubten Ebenen wieder in ein harmonisches Gleichgewicht bringen. Es wird behauptet, dass die heileurythmischen Bewegungen auf eine Beeinflussung der Empfindungen des Patienten von außen nach innen zielen, also entgegengesetzt zu dem Vorgang menschlicher Gemütsäußerungen, bei dem sich Empfindungen von innen nach außen durch Mimik und Gestik äußern.
In einer 2008 veröffentlichten Metastudie der anthroposophisch geprägten Universität Witten/Herdecke wurden acht Studien aus alternativmedizinischen Publikationen ausgewertet. Als Ergebnis betonten die Autoren, dass eine spezifische Wirksamkeit nicht nachgewiesen sei und bemängelten die stark schwankende Qualität der betrachteten Studien. Sie bezeichneten Heileurythmie aber als potentiell relevanten Zusatz zu einer komplexen therapeutischen Intervention und regten weitere Forschung an. Eine weitere Metastudie aus dem Jahr 2015 mit elf ausgewerteten Studien kommt zu dem Schluss, dass sich die Forschungslage seit 2008 nicht nennenswert verbessert hat.

### Rudolf Steiner
- Eurythmie. Die Offenbarung der sprechenden Seele (= GA 277). 3. Auflage. Rudolf Steiner Verlag, Dornach 1999, ISBN 3-7274-2770-1.
- Die Entstehung und Entwickelung der Eurythmie (= GA 277a). 3. Auflage. Rudolf Steiner Verlag, Dornach 1998, ISBN 3-7274-2775-2.
- Eurythmie als sichtbarer Gesang. Ton-Eurythmie-Kurs (= GA 278). 3. Auflage. Rudolf Steiner Verlag, Dornach 1998, ISBN 3-7274-2781-7; als Taschenbuch (Tb 743): ISBN 3-7274-7430-0.
- Eurythmie als sichtbare Sprache. Laut-Eurythmie-Kurs (= GA 279). 5. Auflage. Rudolf Steiner Verlag, Dornach 1990, ISBN 3-7274-2790-6; als Taschenbuch (Tb 714): ISBN 3-7274-7180-8.
- Eurythmie – Die neue Bewegungskunst der Gegenwart. Sonderausgabe als Taschenbuch (aus GA 277–279), hrsg. v. Edwin Froböse. Rudolf Steiner Verlag (Tb 642), Dornach 1991, ISBN 3-7274-6420-8.

### Andere Autoren
- John Schikowski: Geschichte des Tanzes. Büchergilde Gutenberg, Berlin 1926, S. 132–133 (kritische Darstellung).
- Annemarie Dubach-Donath: Die Grundelemente der Eurythmie. 6. Auflage. Verlag am Goetheanum, Dornach 1928, ISBN 3-7235-0028-5.
- Lory Maier-Smits: Erste Lebenskeime der Eurythmie (aus Aufsätzen von 1951). In: Erinnerungen an Rudolf Steiner. Freies Geistesleben, Stuttgart 1979;  2. erw. Auflage 2001, ISBN 3-7725-1979-2.
- Magdalene Siegloch: Lory Maier-Smits. Die erste Eurythmistin und die Anfänge der Eurythmie (= Pioniere der Anthroposophie, 12). Verlag am Goetheanum, Dornach 1993, ISBN 3-7235-0689-5.
- Magdalene Siegloch: Eurythmie. Eine Einführung. Freies Geistesleben, Stuttgart 1990; Neuausgabe (als Taschenbuch) 1997, ISBN 3-7725-1237-2.
- Rüdiger Grimm (Hrsg.): Heilende Kräfte in der Bewegung. Die Anwendung der Heileurythmie in der Heilpädagogik. Freies Geistesleben, Stuttgart 1997, ISBN 3-7725-1589-4.
- Arfst Wagner (Hrsg.): Eurythmie. Aufbruch oder Ende einer jungen Kunst? Flensburger Hefte (FH 73), Flensburg 2001, ISBN 3-935679-01-7.
- Michael Brater u. a.: Betriebseurythmie. Ein Übungsweg zu Teambildung und beweglicher Arbeitsorganisation. Freies Geistesleben, Stuttgart 2002, ISBN 3-7725-1109-0.
- Beatrix Hachtel, Angelika Gäch: Bibliographie Heileurythmie. Veröffentlichungen 1920–2005. Natur Mensch Medizin, Bad Boll 2007, ISBN 3-928914-16-2.
- Eva Froböse (Hrsg.): Rudolf Steiner über Eurythmische Kunst. DuMont Buchverlag, Köln 1983, ISBN 3-7701-1527-9.
- Sylvia Bardt: Eurythmie als menschenbildende Kraft. Freies Geistesleben, Stuttgart 1998, ISBN 3-7725-0276-8.
- Tatjana Kisseleff: Eurythmie-Arbeit mit Rudolf Steiner. Verlag Die Pforte, Basel 1982, ISBN 3-85636-062-X.
- Thomas Parr: Eurythmie. In: Andreas Kotte (Hrsg.): Theaterlexikon der Schweiz. Band 1, Chronos, Zürich 2005, ISBN 3-0340-0715-9, S. 545–547.